# Горы (Вельский район)
Горы — деревня в Вельском районе Архангельской области. Входит в состав муниципального образования «Судромское»

## География
Деревня расположена в 42 километрах на север от Вельска на федеральной автотрассе М8 «Холмогоры», на левом берегу реки Вага (приток Северной Двины). Ближайшие населённые пункты: на юге деревня Луневская.
Часовой пояс
Горы, как и вся Архангельская область, находится в часовой зоне МСК (московское время). Смещение применяемого времени относительно UTC составляет +3:00.

## Население
| 2002 | 2010 | 2012 | 2014 |
| ---- | ---- | ---- | ---- |
| 4    | →4   | ↗11  | →11  |

## История
Указана в «Списке населённых мест по сведениям 1859 года» в составе Вельского уезда Вологодской губернии под номером «2287» как «Горка Улыбашевская». Насчитывала 8 дворов, 18 жителей мужского пола и 25 женского.